# Ramiro Mendoza
Ramiro Mendoza (né le 15 juin 1972 à Los Santos, Panama) est un ancien lanceur de relève droitier de la Ligue majeure de baseball. En 10 saisons, de 1996 à 2005, Mendoza remporte la Série mondiale à 5 reprises : avec les Yankees de New York en 1996, 1998, 1999 et 2000, puis avec les Red Sox de Boston en 2004.

## Palmarès
Il s'aligne avec l'équipe du Panama dans les Classiques mondiales de baseball de 2006 et 2009. Hors du baseball professionnel depuis 7 ans, il porte à nouveau en 2012, à l'âge de 40 ans, l'uniforme panaméen lors des qualifications menant à la Classique mondiale 2013.
En 342 matchs dans le baseball majeur, Mendoza a conservé une moyenne de points mérités de 4,30 en 797 manches lancées. Employé 62 fois comme lanceur partant et 280 fois comme releveur, il compte 59 victoires, 40 défaites, deux matchs complets, deux blanchissages, 16 sauvetages et 463 retraits sur des prises. Il joue pour les Yankees de 1996 à 2002, pour Boston en 2003 et 2004, et dispute un ultime match avec New York en 2005.
Il ajoute 20 matchs en séries éliminatoires, auxquelles il participe en six occasions. Il brille en octobre avec une moyenne de points mérités de 2,51 en 28 manches et deux tiers lancées. Il remporte deux victoires, dont une en Série mondiale 1998 sur San Diego, contre deux défaites, avec un sauvetage réalisé dans la Série de championnat 1999 de la Ligue américaine contre sa future équipe, les Red Sox. Il est champion de la Série mondiale 2000 avec les Yankees, même si, blessé, il n'est pas inclus dans leur effectif pour les éliminatoires cette année-là. Il joue aussi en Série mondiale 2001 pour New York, mais dans une cause perdante. Il remporte une dernière Série mondiale en 2004 avec Boston après avoir raté en raison d'une blessure les éliminatoires de 2003 à sa première saison avec le club.